# Neotonchoides vitius
Neotonchoides vitius is een rondwormensoort uit de familie van de Neotonchidae. De wetenschappelijke naam van de soort is voor het eerst geldig gepubliceerd in 1971 door Warwick.